# 金上駅
金上駅（かねあげえき）は、茨城県ひたちなか市大平四丁目にある、ひたちなか海浜鉄道湊線の駅である。

## 概要
当駅は、ひたちなか市（旧・勝田市）内有数の桜の名所陸上自衛隊勝田駐屯地と勝田第一中学校の最寄り駅である。

### 当駅における運行形態
- 上り（勝田方面）
  - 日中は概ね1時間に1-2本の列車が停車する[2]。
- 下り（那珂湊・阿字ヶ浦方面）
  - 日中は上り同様、概ね1時間に1-2本の列車（阿字ヶ浦行）が停車する。朝と夕方の一部列車には那珂湊行の区間列車も設定されている[2]。

## 歴史
- 1928年（昭和3年）7月17日：湊鉄道の駅として開業。
- 1944年（昭和19年）8月1日：交通統合により、茨城交通の駅となる。
- 1981年（昭和56年）2月16日：車扱貨物・荷物の取り扱いを廃止[3]。合わせて閉塞取り扱いも廃止[3]。
- 2008年（平成20年）4月1日：茨城交通が湊線をひたちなか海浜鉄道に移管。ひたちなか海浜鉄道の駅となる。
- 2010年（平成22年）
  - 3月19日：列車交換設備新設工事により整備された新ホームでの営業を、同日の始発列車より開始。
  - 6月26日：新下り線の供用開始。
  - 9月1日：ダイヤ改正により定期列車交換開始。

## 駅構造
島式ホーム1面2線を有する地上駅。無人駅で、駅舎はホーム上にあり、駅出入口との通路には構内踏切が設置されている。
かつては現在と同様に1面2線の島式ホームを有する交換駅であったが、貨物取り扱い廃止後に下り線の線路は撤去され、以降2010年6月までは1面1線での営業となっていた。その後、同年1月から3月にかけて、新たな列車交換設備を新設する工事が実施された（事実上の復活）。整備にあたり、過去に阿字ヶ浦方の分岐器があった場所には建物が建設されていたため、ホームを従来より勝田方に移設してスペースを確保することとなった。
2010年3月19日から新ホームでの営業が開始され、同年6月26日からは新設された下り線ホームの運用が開始された。そして、同年9月1日のダイヤ改正による勝田 - 那珂湊間区間列車の増発に伴い、当駅での列車交換が開始された（2010.9.1改正時刻表 (PDF) ）。

### のりば
| 1 | ■湊線 | 勝田方面             |
| 2 | ■湊線 | 那珂湊・阿字ヶ浦方面 |

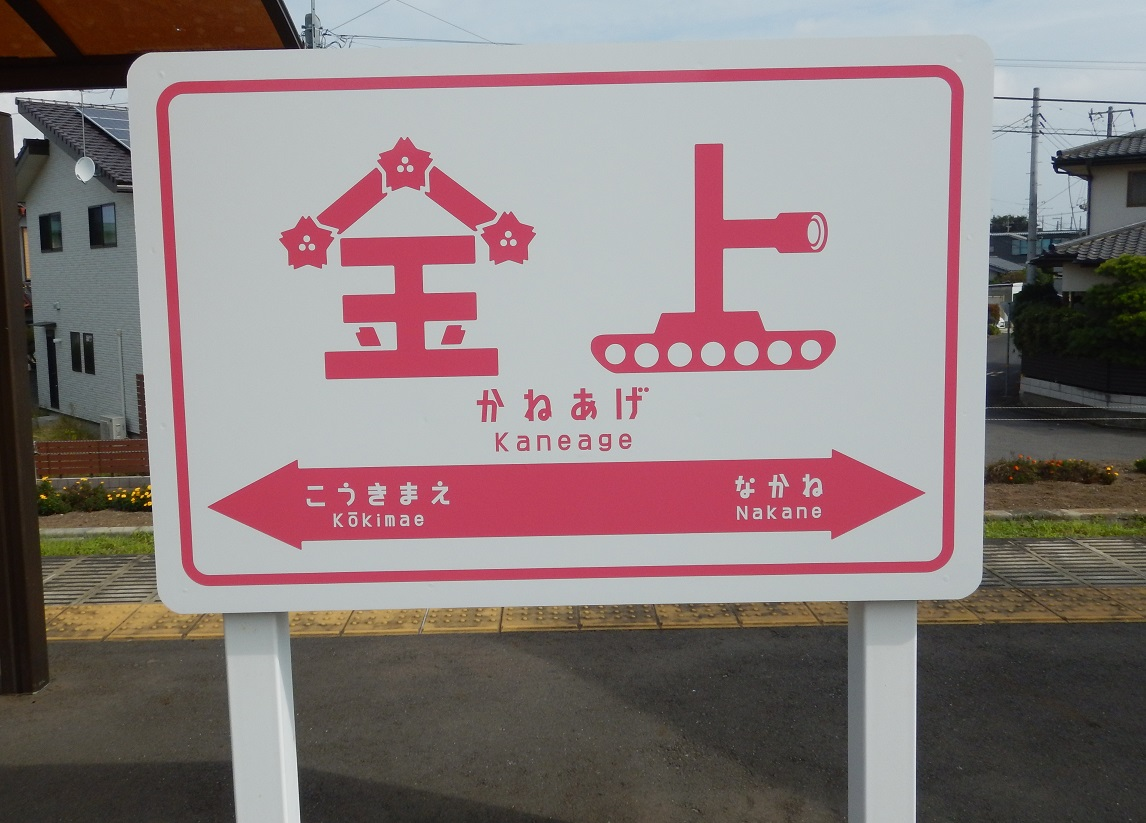
新しい駅名標（2019年10月）
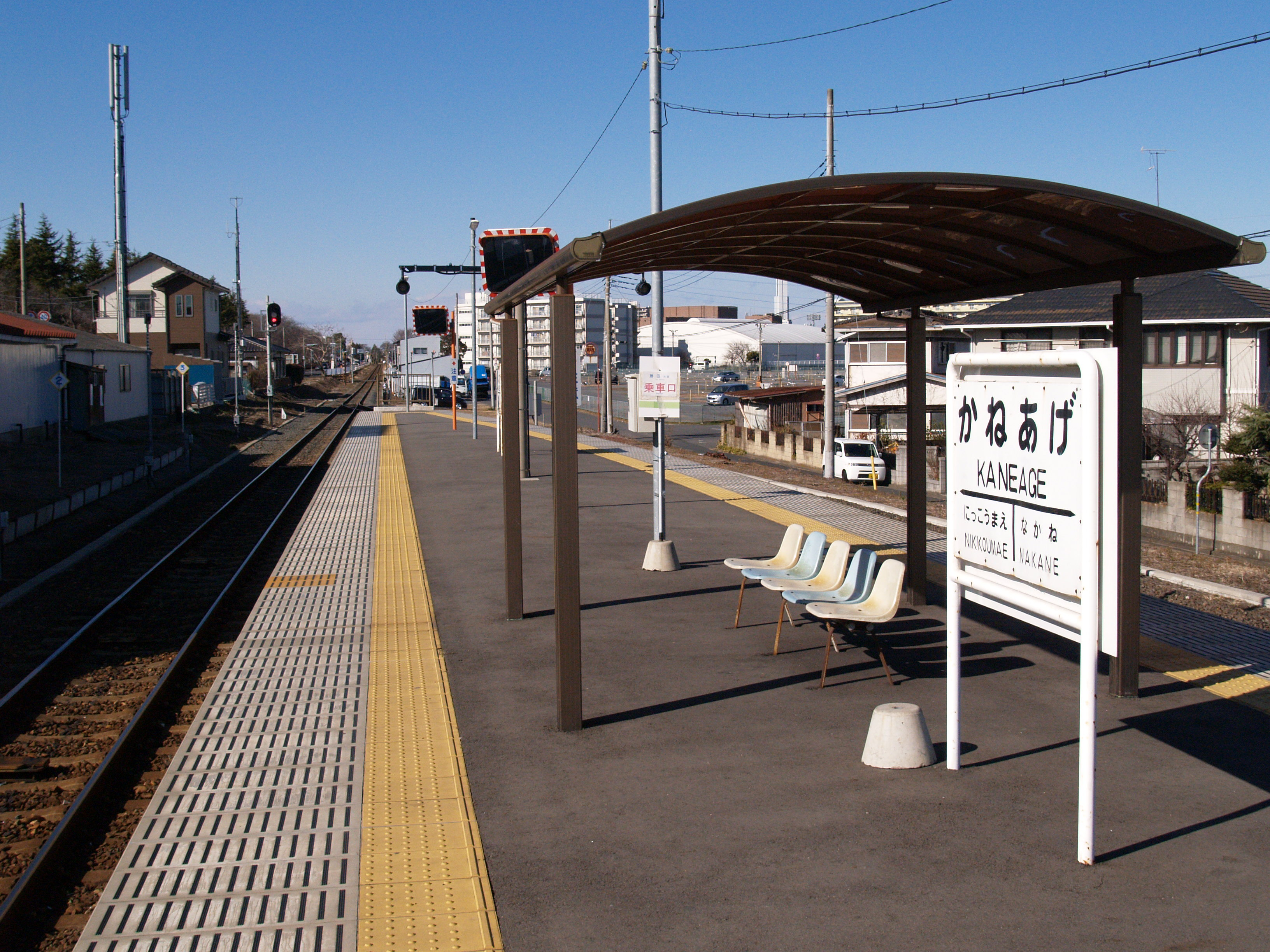
ホーム（2014年1月）

### 改修前の様子

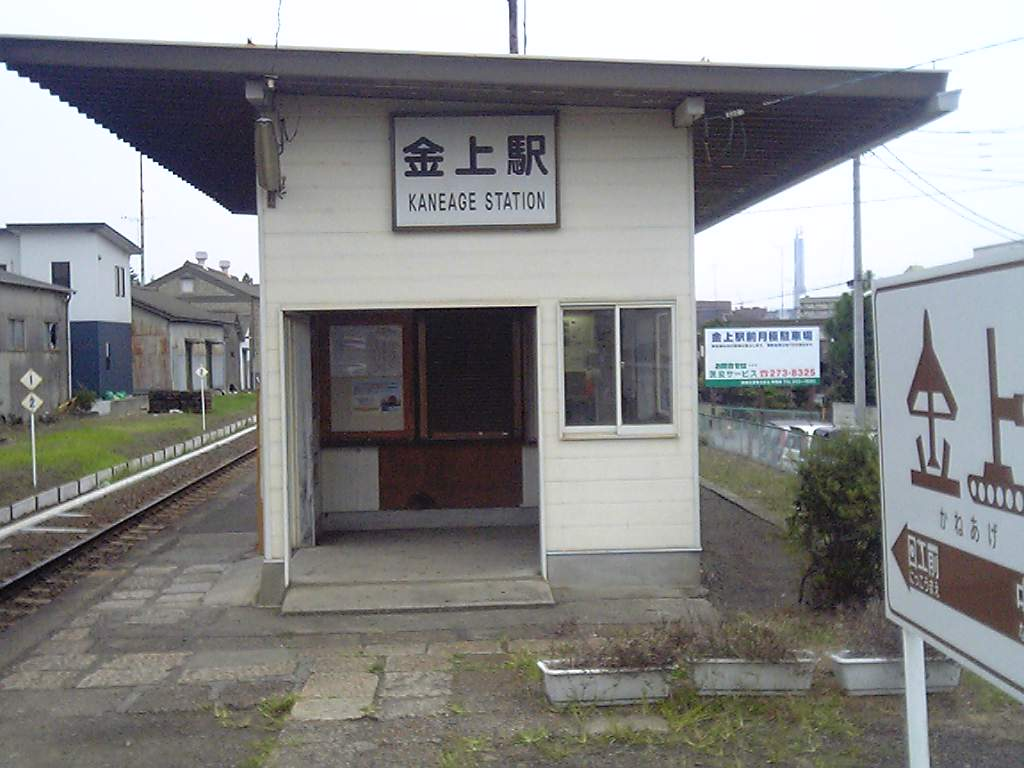
旧駅舎（2009年10月）
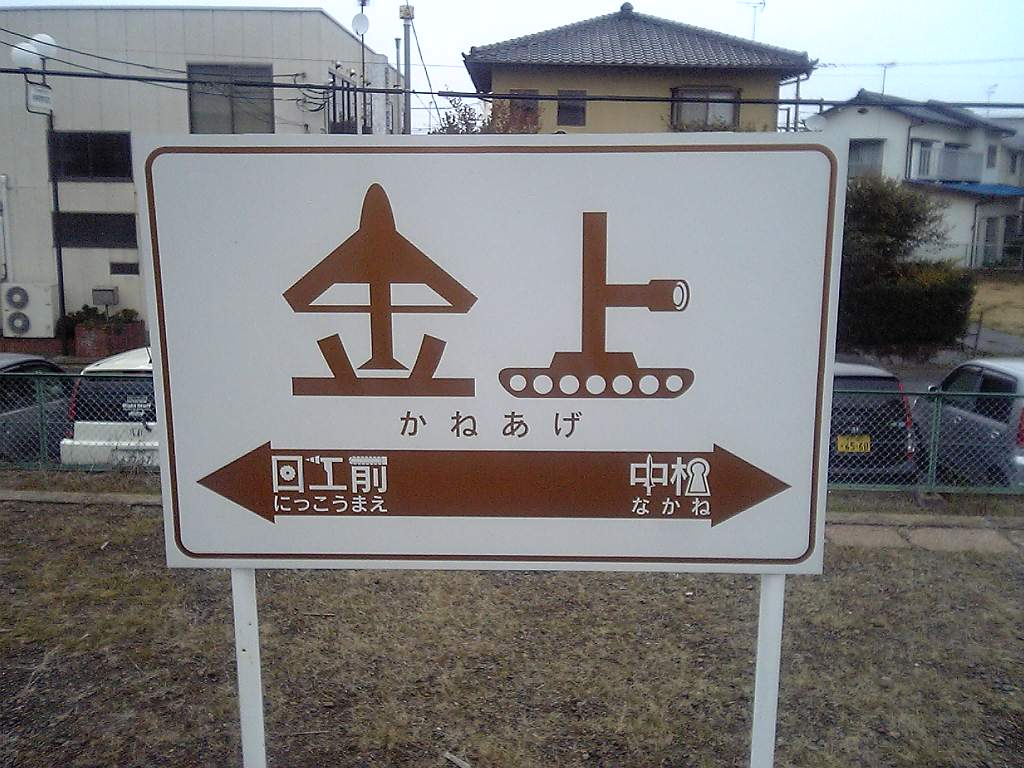
旧駅名標（2009年10月）
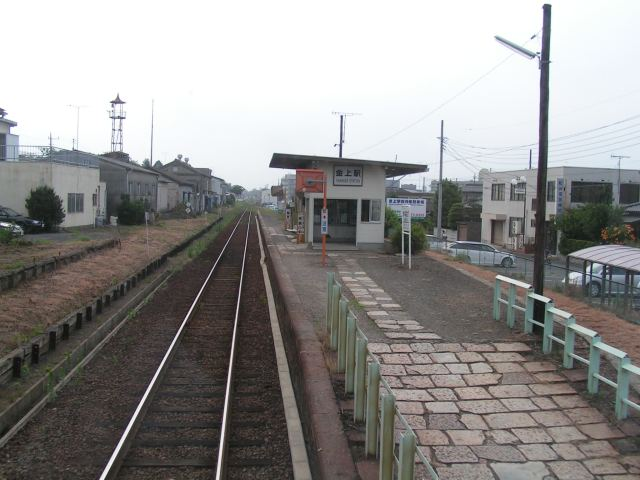
ホーム（2005年8月）
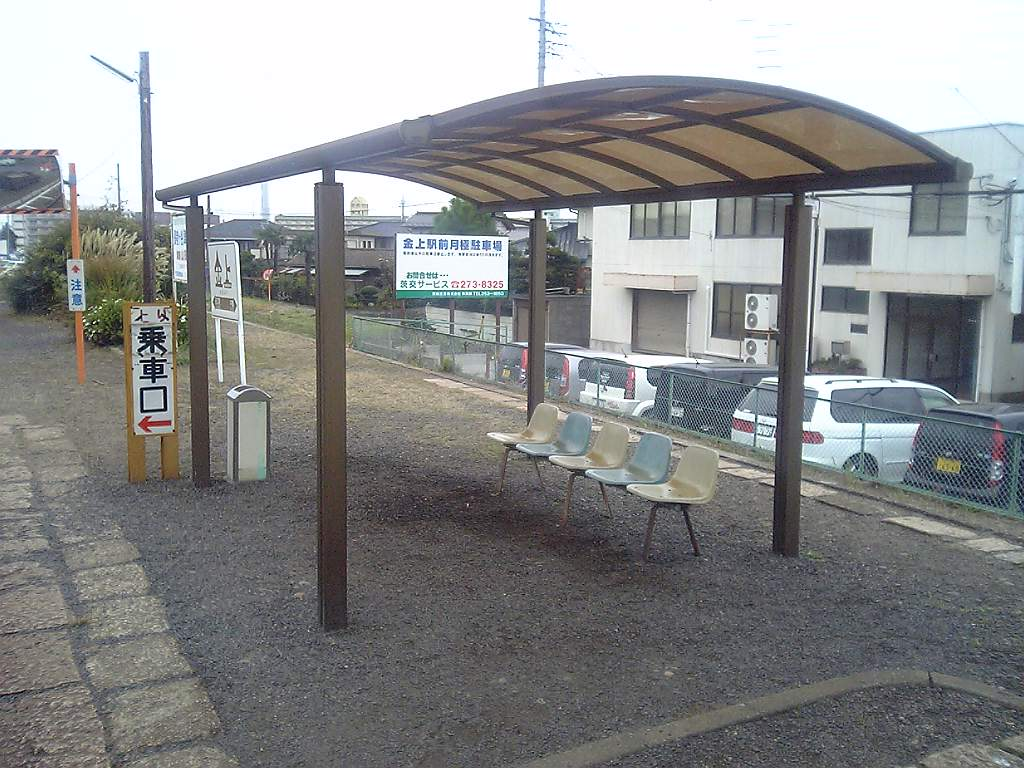
ホームベンチ（2009年10月）

## 利用状況
- 金上駅の利用状況の変遷を下表[4]に示す。
  - 輸送実績（乗車人員）の単位は人であり、年度での総計値を示す。年度間の比較に適したデータである。
  - 表中、最高値を赤色で、最高値を記録した年度以降の最低値を青色で、最高値を記録した年度以前の最低値を緑色で表記している。

| 年 度              | 当駅分輸送実績（乗車人員）：人／年度 | 当駅分輸送実績（乗車人員）：人／年度 | 当駅分輸送実績（乗車人員）：人／年度 | 当駅分輸送実績（乗車人員）：人／年度 | 特 記 事 項 |
| ------------------ | ------------------------------------ | ------------------------------------ | ------------------------------------ | ------------------------------------ | ----------- |
| 年 度              | 通勤定期                             | 通学定期                             | 定期外                               | 合 計                                | 特 記 事 項 |
| 2000年（平成12年） |                                      |                                      |                                      | 55,134                               |             |
| 2001年（平成13年） |                                      |                                      |                                      | 51,919                               |             |
| 2002年（平成14年） |                                      |                                      |                                      | 48,664                               |             |
| 2003年（平成15年） |                                      |                                      |                                      | 45,682                               |             |
| 2004年（平成16年） |                                      |                                      |                                      | 42,128                               |             |
| 2005年（平成17年） |                                      |                                      |                                      | 42,289                               |             |
| 2006年（平成18年） |                                      |                                      |                                      | 42,131                               |             |
| 2007年（平成19年） |                                      |                                      |                                      | 33,072                               |             |
| 2008年（平成20年） |                                      |                                      |                                      | 35,684                               |             |
| 2009年（平成21年） |                                      |                                      |                                      | 37,230                               |             |
| 2010年（平成22年） |                                      |                                      |                                      | 38,690                               |             |
| 2011年（平成23年） |                                      |                                      |                                      | 32,940                               |             |
| 2012年（平成24年） |                                      |                                      |                                      | 38,435                               |             |
| 2013年（平成25年） |                                      |                                      |                                      | 40,880                               |             |
| 2014年（平成26年） |                                      |                                      |                                      | 45,625                               |             |
| 2015年（平成27年） |                                      |                                      |                                      | 47,815                               |             |
| 2016年（平成28年） |                                      |                                      |                                      | 46,355                               |             |
| 2017年（平成29年） |                                      |                                      |                                      | 48,334                               |             |
| 2018年（平成30年） |                                      |                                      |                                      | 48,545                               |             |
| 2019年（令和元年） |                                      |                                      |                                      | 66,795                               |             |

## 駅周辺
- 金上駅前郵便局
- 陸上自衛隊勝田駐屯地
  - 陸上自衛隊施設学校
- ヨークベニマル大成店
  - サンドラッグひたちなか大成店

## バス路線
いずれの路線も、金上駅前バス停に停車する路線である。ただしバス停は駅入口とは線路を挟んで反対側、並行する県道上にある。
| 乗場                           | 系統         | 主要経由地                             | 行先       | 運行会社             | 備考 |
| ------------------------------ | ------------ | -------------------------------------- | ---------- | -------------------- | ---- |
|                                |              | 三反田・柳沢                           | 那珂湊駅   | 茨城交通             |      |
| 表町南・表町                   | 勝田駅東口   |                                        |            | 茨城交通             |      |
|                                | 勝田南コース | 中根小学校・海浜公園西口・東中根集会所 | 勝田駅東口 | スマイルあおぞらバス |      |
| 表町南・日製ひたちなか総合病院 | 勝田南コース |                                        | 勝田駅東口 | スマイルあおぞらバス |      |

## 隣の駅
ひたちなか海浜鉄道
■湊線
工機前駅 - 金上駅 - 中根駅